# Crow (Hampshire)
Pour les articles homonymes, voir Crow.
Crow est un petit village situé dans le parc national New Forest dans le comté du Hampshire, en Angleterre. 

## Géographie
La ville la plus proche est Ringwood, qui se situe approximativement à 1,6 km au nord-ouest du village.

## Toponymie
Le nom « Crow » peut être dérivé d'un ancien mot, soit « criw » signifiant « gué, weir », ou peut-être « craw » signifiant « taudis ».

## Histoire
Dans le  Domesday Book  de 1086, Crow ( Crone ) a été tenue du roi par les fils de Godric Malf.
Au XIVe siècle, le manoir fut tenu à plusieurs reprises par John de Burley, sir Hugh Cheyne, sir John Berkeley et Humphrey de Lancaster, 1er duc de Gloucester jusqu'à la mort de Richard Milbourne en 1532. Il fut vendu à William Button en 1543 et resta dans la famille Button au moins jusqu’en 1599.
Le manoir passa ensuite aux Comptons de Minstead et Bisterne, puis à Bisterne par William Mills en 1792. Les deux manoirs de Bisterne et Crow ont été fusionnés à cette époque.